# Kasein

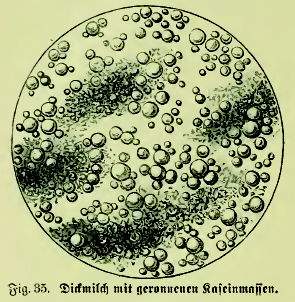
Dickmilch unter dem Mikroskop mit Fettkügelchen und geronnenen Kaseinmassen (dunkel)

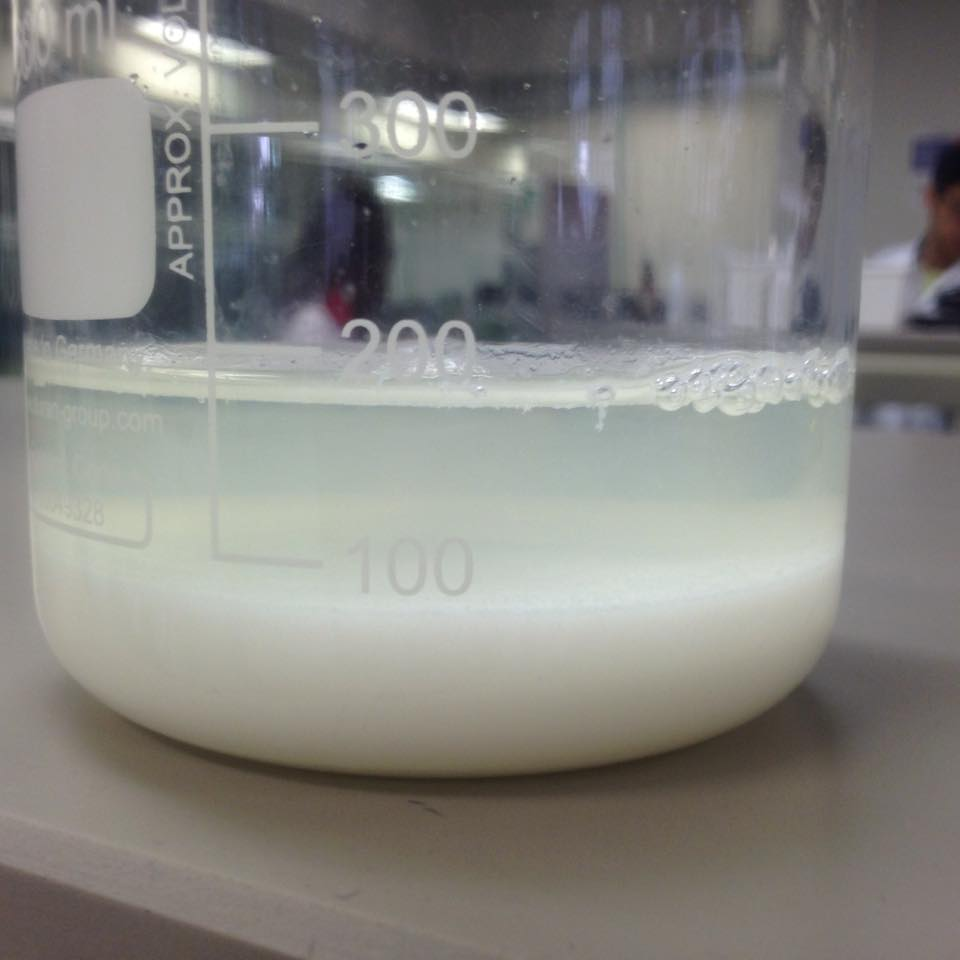
Aus Milch durch Denaturierung ausgefälltes Casein.

Casein oder Kasein (von lateinisch caseus ‚Käse‘; Aussprache: „Kase-in“ [kazeˈiːn] ⓘ) ist der Name für den Proteinanteil der Milch, der zu Käse weiterverarbeitet wird und nicht in die Molke gelangt. Es ist eine Mischung aus mehreren Proteinen (αS1-, αS2-, β-, κ-Casein) und dient der Speicherung und dem Transport von Protein, Calcium und Phosphat zum Neugeborenen. Casein bildet in der Milch zusammen mit Calciumphosphat und anderen Bestandteilen mit dem Milchfett Micellen, die das Calciumphosphat gelöst und das Fett in Emulsion halten. Im Milieu des Magens aggregiert Casein und bildet kleine Klumpen, was die Verdauung von Milch erleichtert.
Casein macht den Großteil der Proteine in Quark (Topfen) und Käse aus, die durch Gerinnung des Caseins ihre feste Konsistenz erhalten. Casein wird nicht nur als Lebensmittel, sondern auch als Bindemittel und pharmazeutischer Hilfsstoff verwendet. Casein gehört zu den häufigsten Auslösern von Kuhmilchallergie. Die Caseine sind die häufigsten Milchproteine, die etwa 80 % der Gesamtproteinmenge in der Milch ausmachen. Die übrigen Proteine werden auch als Molkenproteine zusammengefasst.

## Zusammensetzung
Als Beispiel die folgende Tabelle, die die Bestandteile des Kuh-Caseins auflistet.
| Protein          | Menge im Liter Kuhmilch | Anzahl Aminosäuren | UniProt-Eintrag |
| ---------------- | ----------------------- | ------------------ | --------------- |
| αS1-Casein (Kuh) | 10,7 g                  | 199                | P02662          |
| αS2-Casein (Kuh) | 2,8 g                   | 207                | P02663          |
| β-Casein (Kuh)   | 8,6 g                   | 209                | P02666          |
| κ-Casein (Kuh)   | 3,1 g                   | 169                | P02668          |
|                  | 26 g insgesamt          |                    |                 |

Im Gegensatz zur Kuhmilch sind in der Muttermilch das β- und das κ-Casein die Hauptproteine. Die folgende Tabelle enthält Einzelheiten und Links über Casein in menschlicher Milch.
| Protein                    | Gen     | Chromosom | Anzahl Aminosäuren | OMIM-Eintrag | UniProt-Eintrag |
| -------------------------- | ------- | --------- | ------------------ | ------------ | --------------- |
| αS1-Casein (Mensch)        | CSN1S1  | 4q21.1    | 170                | 115450       | P47710          |
| Casein S2α-like A (Mensch) | CSN1S2A | 4q13.3    | 27                 | –            | Q8IUJ1          |
| β-Casein (Mensch)          | CSN2    | 4q21.1    | 211                | 115460       | P05814          |
| κ-Casein (Mensch)          | CSN3    | 4q21.1    | 162                | 601695       | P07498          |

## Bedeutung
Casein ist für das junge Säugetier die wichtigste Protein-, Calcium- und Phosphatquelle. Kuhmilch enthält 2,6 % Casein (d. h. etwa 26 g/L; bei einmägigen Säugetieren bedeutend weniger) und macht etwa 80 % des Gesamtmilchproteins aus.

## Eigenschaften
Im Gegensatz zu den meisten anderen Proteinen ist micellares Casein bis 120 °C hitzebeständig. Wenn Casein durch Zugabe von Säure aus der Milch gefällt wurde, ist es nur gering wasserlöslich, so dass es zum erneuten Anmischen mit Wasser durch eine Lauge neutralisiert („aufgeschlossen“) werden muss. Die ursprüngliche micellare Struktur geht beim Ausfällen mit Säuren verloren.
Caseinprodukte sind oftmals nicht lange haltbar und müssen (z. B. als Bindemittel im Baugewerbe) zeitnah verarbeitet werden, sonst besteht die Gefahr langanhaltender Geruchprobleme auch nach der Trocknung.

## Struktur
Casein enthält eine große Menge an Prolin-Aminosäuren, die die Bildung von herkömmlichen sekundärstrukturellen Motiven von Proteinen verhindern. Infolgedessen weist es keine nennenswerte Tertiärstruktur auf und ist größtenteils linear. In Milch liegt Casein in Micellen vor, wo die hydrophilen Teile des κ-Caseins nach außen zeigen während αS1-, αS2- und β-Casein im inneren der Mizelle anzufinden sind und vor allem durch Kalziumionen und hydrophobische Interaktionen zusammengehalten werden. Durch Hydrolyse des mizellenstabilisierenden κ-Caseins  wird unter anderem die Koagulation von Milch verursacht.

## Verdauung
Durch Erhitzung, Säurezugabe oder verstärkt durch Zugabe von Enzymen wie Chymosin und Pepsin findet ein Teilabbau des Caseins statt, was Käse und Quark leichter verdaulich macht als Rohmilch.
Casein kann bei Menschen als Allergen wirken und sehr heftige, sogar lebensbedrohliche Reaktionen auslösen. Diese ist nicht mit einer Laktoseintoleranz zu verwechseln, bei der es sich um eine enzymmangelbedingte Unverträglichkeit gegenüber Milchzucker handelt.
Die Verdauung von Casein geht sehr langsam vonstatten. Sie kann bis zu acht Stunden betragen. Diesen Vorteil machen sich Sportler (insbesondere Bodybuilder) zunutze, um (beispielsweise über Nacht) eine Aminosäureversorgung über mehrere Stunden zu erreichen.
Bei der Verdauung von Casein entsteht ein Opioid namens Casomorphin, welches Studien zufolge aber weder in intakter Form über den Darm aufgenommen wird noch in der Lage wäre, die Blut-Hirn-Schranke zu überwinden.

## Gewinnung
Natives Casein wird hauptsächlich durch Mikrofiltration gewonnen. Als Trennkriterium dient dabei die Partikelgröße. Im Retentat verbleiben hauptsächlich Caseine und kleinere Anteile an Molkenprotein sowie Lactose, im Permeat befinden sich hauptsächlich Mineralsalze, Lactose, Molkenproteine und kleine Anteile an Caseinsubmicellen.
Denaturiertes bzw. funktionell verändertes Casein bzw. Caseinat lässt sich mit Hilfe einer Säurefällung und anschließender Neutralisierung mittels alkalischen Lösungen wie etwa Calciumhydroxid, Kaliumhydroxid, Natronlauge oder Borax herstellen. Durch Filtration oder Zentrifugation wird anschließend das denaturierte Casein abgetrennt. In den meisten Fällen wird das zu fällende Protein mittels verschiedener Verfahren zuvor aufkonzentriert.
Verschiedene neugegründete Unternehmen versuchen, Casein aus pflanzlichen Rohstoffen zu gewinnen, um damit Pflanzenmilch herzustellen. Auf Basis der richtigen Mikroorganismen soll Casein dann auch ohne Kuh produziert werden können.

## Verwendung

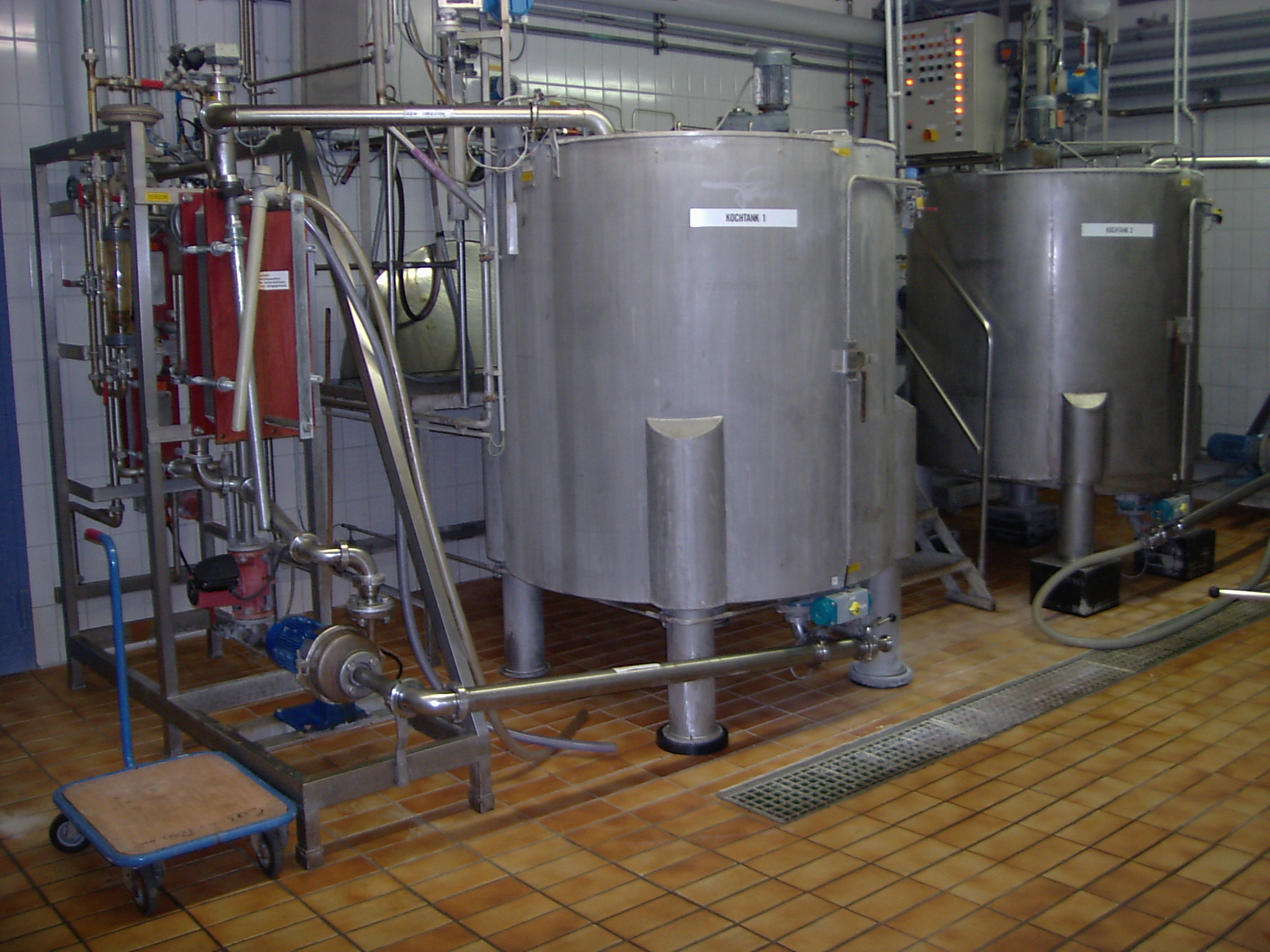
Aufbereitungsanlage für Casein

Casein wird technisch neben der Nutzung als Lebensmittel auch als Rohstoff für verschiedene Verarbeitungszwecke verwendet.

### Verwendung als Bindemittel
Casein lässt sich zu einem kräftigen und mehr oder weniger wasserfesten Bindemittel verarbeiten, das traditionell in Kaseinfarben, als Kaseinleim (z. B. als Holz- oder Etikettierleim) oder auch als Fotolack in der Ätztechnik verwendet wird. Caseinleim soll schon von den chinesischen und ägyptischen Schreinern des Altertums zum Verleimen von Möbeln genutzt worden sein. Färber benutzten Casein als Bindemittel beim Färben von Leder und Stoffen.
Bis in die 1950er Jahre wurden auch große Flugzeuge aus Sperrholz mit Kaseinleim verklebt.
Casein wird als Bindemittel im Lehmbau verwendet, um wischfeste Lehmputze und widerstandsfähige Stampflehmböden herzustellen.
Vom Ende des 19. Jahrhunderts bis in die 1930er Jahre war Kasein Ausgangsmaterial für den Kunststoff Galalith, der u. a. für Knöpfe und Schmuck, Halsketten aber auch zu Isolationszwecken für elektrische Anlagen verwendet wurde. Friedrich Ernst Todtenhaupt (1873–1919) unternahm mit der Galalith-Gesellschaft Anfang des 20. Jahrhunderts auch Versuche, Kunstseide daraus herzustellen, sie waren aber nicht erfolgreich.

### Weitere Verwendungen
Caseinhydrolysate oder Peptone aus Casein werden in der Mikrobiologie zum Teil als Bestandteil von Nährböden oder Nährlösungen zur Kultivierung von Mikroorganismen verwendet, beispielsweise im Casein-Soja-Pepton-Agar.
Historisch diente Casein zudem dazu, die Zusammensetzung der Proteine zu studieren. So wurden erstmals die Aminosäuren L-Tyrosin (1846 durch Justus von Liebig), L-Lysin (1889 durch Edmund Drechsel), L-Tryptophan (1902 durch Frederick Hopkins) und L-Methionin (1922 durch John Howard Mueller) aus Casein isoliert.